# Livin' In The Fast Lane
Livin' In The Fast Lane é o terceiro álbum do grupo de hip hop Sugarhill Gang.foi lançado em 1984 através da Sugarhill Records.

## Faixas
1. "Girls" - 5:38

2. "Fast Lane" - 5:06

3. "I Like What You're Doing" - 5:25

4. "Kick It Live" - 6:19

5. "Troy" - 6:30

6. "Real Funky" - 6:05

7. "Space Race" - 8:00